# Place Carnot (Romainville)
Pour les articles homonymes, voir Place Carnot.
La place Carnot est un carrefour important situé à Romainville (Seine-Saint-Denis), à la limite de Noisy-le-Sec. Elle a la particularité d'être le point de convergence de huit voies.

## Situation et accès
Projet

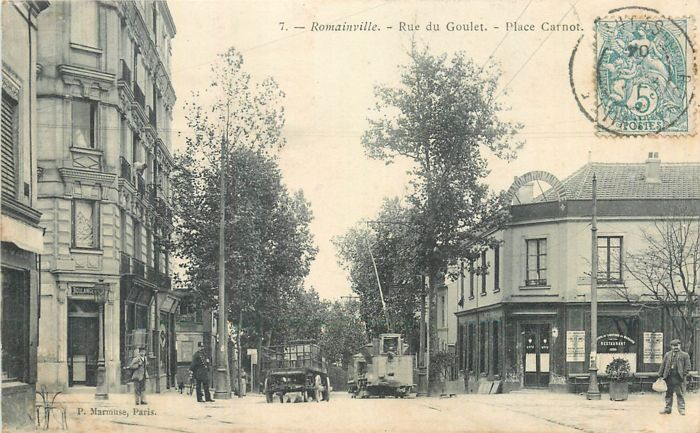
Rue du Goulet et place Carnot.

La place Carnot sera entièrement requalifiée pour accommoder le passage de la ligne de tramway T1 qui desservira la place Carnot lors de son prolongement de la gare de Noisy-le-Sec à la gare du Val-de-Fontenay, avec pour objectif d’accorder une priorité aux piétons et de faciliter les correspondances avec la ligne 11 du métro.
Voies principales
- Boulevard Henri-Barbusse, vers Montreuil (D 36bis), où il s'appelait autrefois rue de Romainville
- Rue de la République (anciennement rue de Bagnolet), vers Bagnolet (en sens interdit)
- Avenue de Verdun, vers Les Lilas
- Rue Carnot (en sens interdit)
- Rue Veuve-Aublet, vers la mairie de Romainville (D 117)
- Rue Anatole-France, vers Noisy-le-Sec (D 117)
- Rue Étienne-Dolet
- Avenue Pierre-Kérautret, vers Fontenay-sous-Bois (D 40)

Transports en commun
La place Carnot est desservie par la station Romainville - Carnot de la ligne 11 du métro depuis 2024. Le bâtiment servant d'entrée principale se situe au sud de l'intersection, tandis que deux bouches de métro se situent au nord.
Les arrêts Romainville-Carnot des lignes 105, 129, 318 et 322 du réseau de bus RATP et des lignes N12 et N23 du Noctilien se situent à proximité.

## Origine du nom
Cette place rend hommage à Sadi Carnot (1837-1894), Président de la République française de 1887 à 1894.

## Historique
La place Carnot était dès la fin du XIXe siècle un grand carrefour de routes desservant les communes avoisinantes.
Dans la nuit du 18 au 19 avril 1944, la place est durement touchée lors du bombardement de Noisy-le-Sec.

## Bâtiments remarquables et lieux de mémoire
Sur la place
- Le Trianon, cinéma[5]

À proximité
- Stade municipal Stalingrad, à 200 mètres
- Église Saint-Germain-l'Auxerrois de Romainville, à 300 mètres
- Hôtel de ville de Romainville, à 300 mètres
- Fort de Noisy, à 500 mètres